# (12007) Fermat
(12007) Fermat ist ein Asteroid des Hauptgürtels, der am 11. Oktober 1996 vom italo-amerikanischen Astronomen Paul G. Comba am Prescott-Observatorium (IAU-Code 684) in Arizona entdeckt wurde.
Der Asteroid wurde am 24. Januar 2000 nach dem französischen Mathematiker und Juristen Pierre de Fermat (1601–1665) benannt, der zahlreiche mathematische Sätze aufgestellt hat. Sein Großer Fermatscher Satz wurde erst 1994 bewiesen.